# Melitopol (huyện)
Huyện Melitopol (tiếng Ukraina: Мелітопольський район, chuyển tự: Melitopols’kyi raion) là một huyện của tỉnh Zaporizhia thuộc Ukraina. Huyện Melitopol có diện tích 1787 km², dân số theo điều tra dân số ngày 5 tháng 12 năm 2001 là 56104 người với mật độ 31 người/km2. Trung tâm huyện nằm ở Melitopol.